# 文藝首都
『文藝首都』（ぶんげいしゅと）は日本の文芸雑誌である。商業ジャーナリズムとは一線を画したいわゆる同人誌として、多くの作家を世に送り出した。
1933年1月、保高徳蔵を編集人として創刊。当初は編集顧問として広津和郎、直木三十五などを迎えたが、実質的には保高が妻の保高みさ子とともに運営していた。当初から新進作家の発掘に力を入れ、半田義之「鶏騒動」、芝木好子「青果の市」と芥川賞受賞作を生み出し、戦後には北杜夫「幽霊」などが掲載された。
保高の晩年にも、次世代の作家たちの修業の場として地位を保った。雑誌そのものは1969年12月をもって終刊したが、その後各種文学賞を受賞した中上健次、津島佑子、林京子、小林美代子などがこの雑誌を基盤として育っていった。